# العلاقات الفلسطينية الماليزية
العلاقات بين ماليزيا ودولة فلسطين هي علاقات أخوية قوية. وقد دافعت ماليزيا بقوة عن حقوق وحريات الفلسطينيين ودعمت نضال الفلسطينيين. ورفضت ماليزيا أيضًا الاعتراف بدولة إسرائيل حتى يتم التوصل إلى اتفاق سلام. معاداة إسرائيل أمر شائع جداً في ماليزيا. كانت في المرتبة الأعلى بين البلدان الآسيوية من حيث كره الناس لإسرائيل. تقريباً، هناك نحو 3,000–5,000 طالب فلسطيني في ماليزيا، كما أن العديد من الفلسطينيين يختارون ماليزيا كبلد للجوء المؤقت.

## العلاقات الدبلوماسية
تُعد القاهرة مقر إقامة السفير الماليزي.
كان جعفر شعاري السفير لدى فلسطين عام 2015.
في 15 سبتمبر 2021، سلّم داتو- جيليد كوميندنغ أوراق اعتماده سفيرًا غير مقيم لماليزيا في السفارة الفلسطينية بالعاصمة الأردنية عمان إلى الرئيس محمود عباس وتمت المراسم عبر تقنية مؤتمرات الفيديو.